# Vetenskapsåret 1820

## Händelser
- 27 januari – Antarktis siktas för första gången av kaptenen i brittiska flottan Edward Bransfield.
- Royal Astronomical Society grundas.
- Christian Friedrich Nasse formulerar Nasses lag: blödarsjuka drabbar enbart män och förmedlas genetiskt av opåverkade kvinnor.
- Charles Xavier Thomas konstruerar aritmometern, den första masstillverkade räknemaskinen.
- Hans Christian Ørsted upptäcker sambandet mellan elektricitet och magnetism.
- Elektrodynamikens lagar formuleras av André-Marie Ampère.

## Pristagare
- Copleymedaljen: Hans Christian Ørsted, dansk fysiker och kemist.

## Födda
- 24 mars - Alexandre-Edmond Becquerel (död 1891), fransk fysiker.
- 16 april - Victor Alexandre Puiseux (död 1883), fransk astronom och matematiker.
- 2 juli - William John Macquorn Rankine (död 1872), skotsk fysiker.
- 2 augusti - John Tyndall (död 1893), irländsk fysiker.

## Avlidna
- 19 juni - Joseph Banks (född 1743), brittisk botaniker.